# HBO châu Á
HBO Châu Á (tiếng Anh: HBO Asia) là một kênh truyền hình trả tiền của HBO. Kênh được lên sóng lần đầu vào ngày 1 tháng 5 năm 1992 dưới tên MovieVision, về sau được đổi tên thành HBO sau khi được Home Box Office Inc. mua lại. HBO Châu Á có trụ sở tại Singapore hiện đang cung cấp các kênh truyền hình và dịch vụ không có quảng cáo - HBO, HBO Signature, HBO Family, HBO Hits, Cinemax và Red By HBO - cũng như HBO GO và HBO on Demand. HBO Châu Á cũng là nhà phân phối độc quyền của kênh BabyFirst tại Châu Á.

## Chương trình
HBO Châu Á lần đầu tiên thực hiện các thỏa thuận với 3 tập đoàn lớn của Hollywood là: Warner Bros., Universal Studios và Paramount Pictures, và các thỏa thuận cấp phép với bốn tập đoàn lớn của Hollywood là Paramount Pictures, Sony Pictures, Universal Studios và Warner Bros., ngoài các chương trình HBO Original độc quyền. HBO cũng được cấp phép nội dung từ The Walt Disney Studios Motion Pictures, Marvel Studios, Pixar Animation Studios, Lucasfilm, 20th Century Studios, Searchlight Pictures, Fox 2000 Pictures, Blue Sky Studios, MGM Studios, Lionsgate, Relativity Media, Millennium Films, Castle Rock Entertainment, CBS, Europacorp, FilmNation Entertainment, Focus Features, IM Global, Morgan Creek, New Line, Paramount Classics, Screen Gems, Sony Picture Classics, Village Roadshow và Warner Independent Pictures.
Từ tháng 2/2021, HBO chính thức ngừng phát sóng các bộ phim trực thuộc Disney và 20th Century Fox (được đổi tên mới thành 20th Century Studios).
- HBO Central là một chương trình phát sóng hàng tháng cung cấp các thông tin về những bộ phim và phim dài tập sẽ được trình chiều trong tháng tới.
- Các mùa mới của loạt phim gốc (HBO's Original Series hoặc Original Productions) được phát sóng vào các tối Chủ Nhật.

### Kiểm duyệt
HBO Châu Á từng bị kiểm duyệt nghiêm ngặt tại Châu Á, với nhiều chương trình như Sex and the City, The Sopranos, Entourage, The Wire, Hung, Girls, True Blood, Game of Thrones và Boardwalk Empire được phát sóng trong các phiên bản được chỉnh sửa; một số chương trình không được phát sóng ở một số vùng lãnh thổ. Điều này đã được tự do hóa đến một mức độ trong những năm gần đây.  Sê-ri Entourage do HBO sản xuất đã bị cắt sóng trong ba tuần bởi một nhà cung cấp truyền hình cáp tại Philippines, vấn đề này đang được làm rõ bởi Hội đồng Đánh giá và Phân loại Phim và Truyền hình (MTRCB). Trong khi đó, toàn bộ loạt phim vẫn được tiếp tục phát sóng mà không bị gián đoạn trên tất cả các nhà cung cấp truyền hình cáp khác tại Philippines.  Tại Việt Nam, mỗi bộ phim có nội dung được coi là bất đồng chính kiến hoặc bóp méo lịch sử về chiến tranh Việt Nam, Đảng Cộng sản Việt Nam hay chủ nghĩa cộng sản đều được thay thế bằng một bộ phim khác. Ngoài ra, nếu một bộ phim có nội dung mang tính chất tình dục quá lộ liễu hoặc nghiêm trọng không phù hợp với xã hội Việt Nam, bộ phim đó sẽ không được phát sóng.  Các cảnh phim có "ngón tay thối" xuất hiện bị cắt.

## Các kênh khác
| Kênh          | Mô tả                                                           | Website                                                        |
| ------------- | --------------------------------------------------------------- | -------------------------------------------------------------- |
| HBO Hits      | Các bộ phim đình đám và bom tấn                                 | Trang chủ Lưu trữ ngày 12 tháng 8 năm 2013 tại Wayback Machine |
| HBO Hits HD   | Các bộ phim đình đám và bom tấn (độ nét cao)                    | Trang chủ Lưu trữ ngày 12 tháng 8 năm 2013 tại Wayback Machine |
| HBO Family    | Các bộ phim dành cho mọi lứa tuổi                               | Trang chủ Lưu trữ ngày 13 tháng 8 năm 2007 tại Wayback Machine |
| HBO           | Các bộ phim Hollywood và phim gốc sản xuất bởi HBO              | Trang chủ Lưu trữ ngày 6 tháng 8 năm 2013 tại Wayback Machine  |
| HBO HD        | Các bộ phim Hollywood và phim gốc sản xuất bởi HBO (độ nét cao) | Trang chủ Lưu trữ ngày 6 tháng 8 năm 2013 tại Wayback Machine  |
| HBO On Demand | Xem các bộ phim được trình chiếu trên HBO theo yêu cầu          | Trang chủ Lưu trữ ngày 20 tháng 2 năm 2010 tại Wayback Machine |
| HBO Signature | Các bộ phim nổi bật được sản xuất bởi HBO                       | Trang chủ Lưu trữ ngày 20 tháng 8 năm 2013 tại Wayback Machine |
| Cinemax       | Các bộ phim hành động, kinh dị, giật gân                        | Trang chủ Lưu trữ ngày 3 tháng 4 năm 2006 tại Wayback Machine  |
| RED by HBO    | Các bộ phim điện ảnh châu Á                                     | Trang chủ                                                      |
| BabyFirst     | Kênh dành cho trẻ em                                            | Trang chủ                                                      |

### HBO Nam Á
HBO phát sóng một phiên bản riêng biệt với quảng cáo giữa phim cho khán giả tại Ấn Độ, Pakistan, Bangladesh và Maldives. Kênh được gọi là HBO Nam Á. Tất cả các đoạn giới thiệu phim trên kênh đều theo giờ chuẩn Ấn Độ (IST).
Trước khi ra mắt HBO Nam Á, HBO đã thử sao chép mô hình cao cấp ở Ấn Độ. Nhưng sau đó, HBO đã quyết định rằng nó không khả thi về mặt thương mại nên kênh Nam Á đã được ra mắt ở Ấn Độ và cả ở Bangladesh, Pakistan và Maldives. Bangladesh đã có được HBO Châu Á trước khi ra mắt kênh Nam Á, nhưng sau đó luồng phát sóng đã được thay đổi.
HBO Châu Á và Eros International đã ra mắt HBO Defined và HBO Hits trên khắp Ấn Độ vào ngày 21 tháng 2 năm 2013 trên Dish TV và Airtel Digital TV. Các kênh này đều không có quảng cáo. Nội dung của cả hai kênh bao gồm phim điện ảnh cũng như hầu hết chương trình gốc của HBO. Khi các kênh ra mắt, kênh HBO chính đã ngừng phát sóng loạt phim gốc.
Năm 2015, HBO đã quyết định rời khỏi thị trường Ấn Độ và cấp phép kênh cho Turner International Ấn Độ. Kênh đã được đổi thương hiệu vào tháng 2 năm 2016. HBO Defined và HBO Hits sẽ được quản lý bởi Star India, tuy nhiên HBO Defined và HBO Hits phiên bản SD đã ngừng phát sóng vào ngày 31 tháng 12 năm 2015 trong khi HBO Hits HD được thay thế bằng HBO HD vào ngày 4 tháng 9 năm 2016. Kênh chỉ phát sóng các bộ phim Hollywood, vì Star India nắm quyền phát sóng các chương trình gốc của HBO trên Star World Ấn Độ và Hotstar.
Thông báo kênh HBO Ấn Độ, Pakistan và WB Ấn Độ sẽ ngừng hoạt động từ ngày 15 tháng 12 năm 2020.